# Талдибулак (Жанааркинський район)
Талдибула́к (каз. Талдыбулак) — село у складі Жанааркинського району Улитауської області Казахстану. Адміністративний центр Талдибулацького сільського округу.
Населення — 640 осіб (2021; 714 у 2009, 702 у 1999, 685 у 1989).
Національний склад станом на 1989 рік:
- казахи — 100 %.

У радянські часи село називалось також Отділення імені Леніна, Талдибулак, до 2016 року село називалось Леніно.